# Буківцівська сільська рада
| Буківцівська сільська рада — колишній орган місцевого самоврядування у Великоберезнянському районі Закарпатської області з адміністративним центром у с. Буківцьово. Сільській раді були підпорядковані населені пункти: - с. Буківцьово |

## Склад ради
Рада складалася з 12 депутатів та голови.

## Керівний склад сільської ради
| ПІБ                            | Основні відомості                                                                       | Дата обрання | Дата звільнення |
| ------------------------------ | --------------------------------------------------------------------------------------- | ------------ | --------------- |
| Бабич Меланія Степанівна       | Сільський голова, 1946 року народження, освіта, позапартійна                            | 26.03.2006   | 31.10.2010      |
| Шевченко Олександр Валерійович | Сільський голова, 1976 року народження, освіта середня спеціальна, член Партії регіонів | 31.10.2010   |                 |

Примітка: таблиця складена за даними джерела

## Населення
Згідно з переписом УРСР 1989 року чисельність наявного населення сільської ради становила 367 осіб, з яких 182 чоловіки та 185 жінок.
За переписом населення України 2001 року в сільській раді мешкало 227 осіб. 100 % населення вказало своєю рідною мовою українську мову.